# Гришин, Иван Григорьевич
Ива́н Григо́рьевич Гри́шин (14 июля 1921 — 20 октября 1943) — Герой Советского Союза, капитан.

## Биография
Иван Григорьевич Гришин родился 14 июля 1921 года в деревне Озерки Лебедянского района Липецкой области в крестьянской семье.
После окончания средней школы в 1938 году уехал в Донбасс, где работал пионервожатым в школе при руднике. В Красной Армии с 1939 года. По окончании в 1942 году Подольского пехотного военного училища был направлен на фронт в звании лейтенанта. Участвовал в боях в составе войск Крымского, Северо-Кавказского, Юго-Западного, Степного фронтов. 26 сентября 1943] года батальон 509-го стрелкового полка под командованием капитана Гришина первым в полку форсировал Днепр в районе села Сошиновка, захватил плацдарм и обеспечил переправу других подразделений.
20 октября 1943 года, руководя наступлением батальона по расширению плацдарма в районе села Сошиновка Днепропетровской области, капитан Иван Григорьевич Гришин погиб. Похоронен в посёлке Днепровском Верхнеднепровского района Днепропетровской области.

## Награды
22 февраля 1944 года капитану Ивану Гришину посмертно присвоено звание Героя Советского Союза. Награждён орденами Ленина, Красного Знамени.

## Память
- 5 мая 1965 года в честь Гришина в Липецке Физкультурная улица переименована в улицу Гришина.
- В селе Михайловка Лебедянского района Липецкой области Герою Советского Союза Гришину установлен обелиск.